# Stephen Welsh
Stephen Welsh (* 19. Januar 2000 in Coatbridge) ist ein schottischer Fußballspieler, der bei Celtic Glasgow unter Vertrag steht.

## Karriere

### Verein
Stephen Welsh spielte seit dem Jahr 2008 in der Jugendakademie von Celtic Glasgow. Ab August 2017 kam er zu Einsätzen für die U20 von Celtic im Challenge Cup. Im August 2019 wurde der 19-jährige Innenverteidiger bis zum Ende der Saison an den schottischen Zweitligisten Greenock Morton verliehen. In der Hinrunde der Zweitligaspielzeit 2019/20 kam er als Stammspieler auf 15 Spiele. Im Januar 2020 wurde die Leihe vorzeitig beendet. Am 24. Spieltag der Premiership 2019/20 debütierte Welsh erstmals in der ersten Mannschaft der Bhoys. In der Partie bei Hamilton Academical die mit 4:1 gewonnen wurde, stand er in der Startelf von Trainer Neil Lennon.
Anfang Januar 2025 wurde Welsh an den belgischen Erstligisten KV Mechelen bis zum Ende der Saison verliehen. Dort bestritt er 17 von 20 möglichen Ligaspielen, in denen er ein Tor schoss.
In der Saison 2025/26 gehört er wieder zum Kader von Celtic Glasgow.

### Nationalmannschaft
Stephen Welsh repräsentiert seit dem Jahr 2016 den Schottischen Fußballverband bei internationalen Spielen. Im August 2016 debütierte er für die U17-Nationalmannschaft gegen Serbien. Mit der U17 nahm er ein Jahr später an der Europameisterschaft dieser Altersklasse in Kroatien teil. Dabei kam er in allen drei Spielen in der Vorrunde gegen Ungarn, Frankreich und Färöer zum Einsatz. Bis zum Mai 2017 absolvierte er insgesamt acht Länderspiele für diese Juniorenauswahl.
Ab September 2017 kam er zu Einsätzen in der schottischen U19. Sein Debüt gab er dort bei einem 3:3-Unentschieden gegen die Ukraine.

## Erfolge
Celtic Glasgow
- Schottischer Meister: 2020, 2022, 2023, 2024
- Schottischer Pokalsieger: 2024
- Schottischer Ligapokal: 2022, 2023, 2025